# Compluvium

Római ház compluviummal

A compluvium (latinul com = együtt, pluvia = eső) az ókori római házakon, az átrium tetején található nyílás volt.
A compluvium egy négyzet alakú nyílás a tető közepén, az átrium fölött. Feladata egyrészt az átrium megvilágítása, amelynek az esetek többségében nincs külső fala, ezért ablakai sem lehetnek. Másrészt az esővíz gyűjtésére is szolgál, amelyet a compluvium alatt található ún. impluviumba felfognak, és onnan egy tartályba engednek. Hogy növelni lehessen az ilyen módon gyűjthető víz mennyiségét, a leggyakoribb típusnál (atrium impluviatum) az egész tetőfelület a compluvium felé hajlik.